# Paolo De Nicolò
Paolo De Nicolò (ur. 24 stycznia 1937 w Cattolica) – włoski duchowny katolicki, biskup, regent Prefektury Domu Papieskiego w latach 1994-2012.

## Życiorys
19 marca 1960 otrzymał święcenia kapłańskie i został inkardynowany do diecezji Rimini. 10 marca 1994 został regentem Prefektury Domu Papieskiego.

## Episkopat
24 maja 2008 został mianowany przez Benedykta XVI biskupem tytularnym diecezji Mariana in Corsica. Sakry biskupiej udzielił mu Sekretarz Stanu kard. Tarcisio Bertone.
4 sierpnia 2012 papież Benedykt XVI przyjął jego rezygnację z pełnionej funkcji, a jego następcą został o. Leonardo Sapienza RCI.